# دينا زمان
دينا زمان (بالإنجليزية: Dina Zaman) (1969)؛ شاعرة، كاتِبة وروائية ماليزية. درست في جامعة ميتشيجان الغربية.